# Cratere Cook
Cook è un cratere lunare di 45,16 km situato nella parte sud-orientale della faccia visibile della Luna, nella porzione occidentale del Mare Fecunditatis, a sud-est del cospicuo cratere Colombo. A sud-ovest si trova il cratere Monge.
L'interno di questo cratere è stato invaso da colate laviche dalla cui superficie sporge solo la bassa cresta del bordo. Il margine è approssimativamente esagonale, ed è consumato in più parti, in particolare nella zona nordorientale. Nel pianoro interno, vicino al margine sud-est vi è il piccolo cratere Cook A.
Il cratere è dedicato all'esploratore, cartografo e navigatore britannico James Cook.

## Crateri correlati
Alcuni crateri minori situati in prossimità di Cook sono convenzionalmente identificati, sulle mappe lunari, attraverso una lettera associata al nome.
| Cook | Coordinate            | Diametro (in km) |
| ---- | --------------------- | ---------------- |
| A    | 17°45′36″S 49°12′36″E | 5,83             |
| B    | 17°18′00″S 51°38′24″E | 8,99             |
| C    | 18°11′24″S 51°16′48″E | 4,95             |
| D    | 20°10′12″S 53°22′48″E | 4,75             |
| E    | 18°25′48″S 55°06′00″E | 6,15             |
| F    | 17°35′24″S 55°22′12″E | 7,05             |
| G    | 18°56′24″S 48°41′24″E | 9,9              |